# Державний кордон Сейшельських Островів

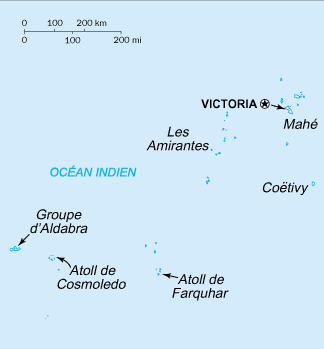
Карта Сейшельських Островів

Державний кордон Сейшельських Островів — державний кордон, лінія на поверхні Землі та вертикальна поверхня, що проходить по цій лінії, що визначають межі державного суверенітету Сейшельських Островів над власними територією, водами, природними ресурсами в них і повітряним простором над ними. Сейшельські Острови не мають сухопутного державного кордону.

## Морські кордони
Сейшельські Острови омиваються водами західної акваторії Індійського океану. Загальна довжина морського узбережжя 491 км. Згідно з Конвенцією Організації Об'єднаних Націй з морського права (UNCLOS) 1982 року, протяжність територіальних вод країни встановлено в 12 морських миль (22,2 км). Прилегла зона, що примикає до територіальних вод, в якій держава може здійснювати контроль необхідний для запобігання порушень митних, фіскальних, імміграційних або санітарних законів простягається на 24 морські милі (44,4 км) від узбережжя (стаття 33). Виключна економічна зона встановлена на відстань 200 морських миль (370,4 км) від узбережжя. Континентальний шельф — 200 морських миль (370,4 км) від узбережжя, або до континентальної брівки (стаття 76).